# UTC+3:30
| Ora standard (tot anul) Ora standard (iarna din emisfera nordică) Ora standard (iarna din emisfera sudică) | Regiune maritimă în acest fus orar Ora de vară (vara din emisfera nordică) Ora de vară (vara din emisfera sudică) |

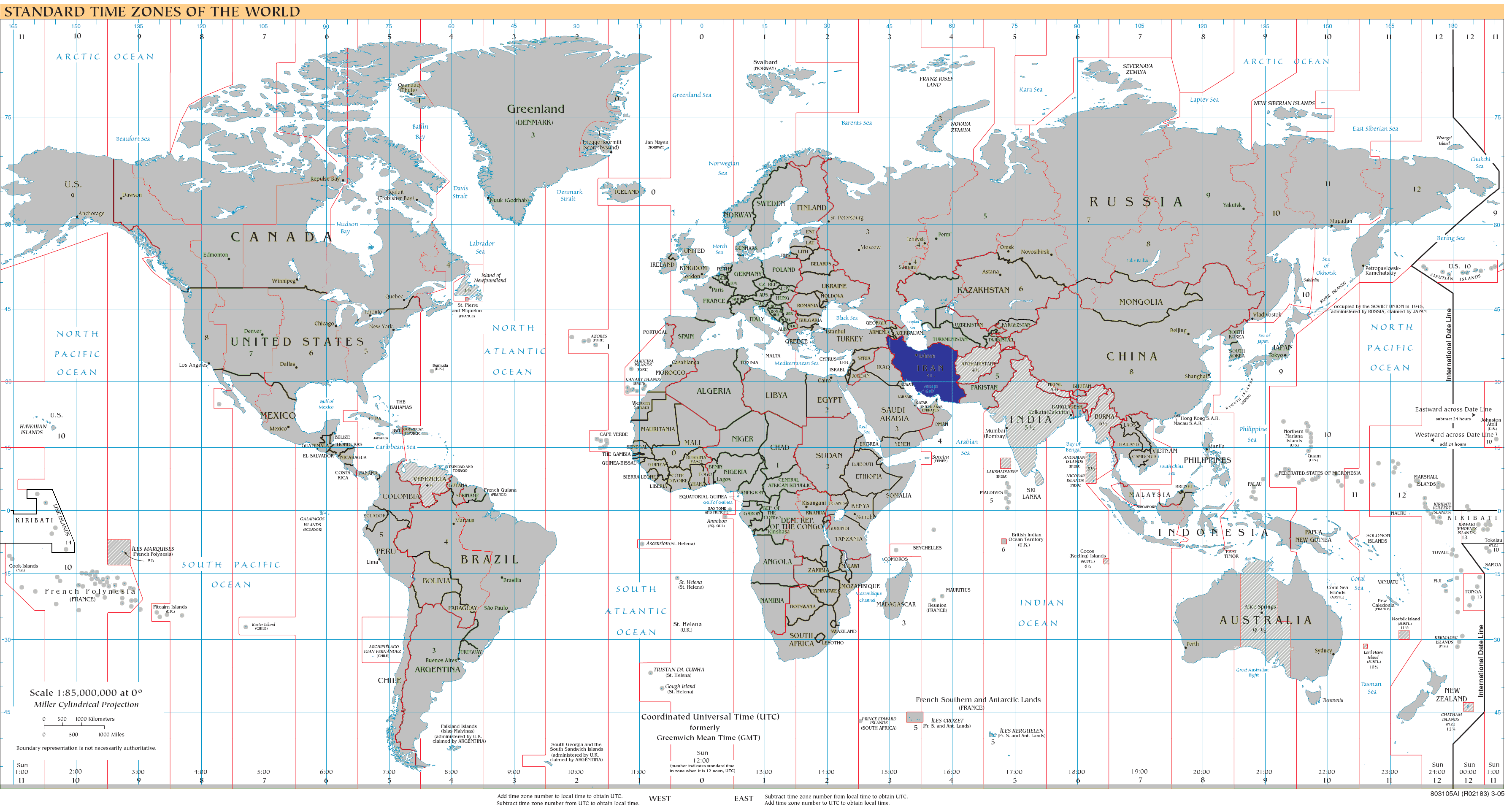
Utilizarea fusului orar UTC+3:30:

UTC+3:30 este un fus orar aflat cu 3 ore și 30 minute înainte UTC. UTC+3:30 este folosit în următoarele țări și teritorii:

## Ora standard (tot anul)
- Iran

Iranul este singura țară care folosește acest fus orar. UTC+3:30 este denumită Iran Standard Time (IRST).